# Società Polisportiva Tre Penne
La Società Polisportiva Tre Penne, meglio nota come Tre Penne, è una società calcistica sammarinese, fondata nel 1956 da alcuni sportivi della Repubblica.
Attualmente il club ha sede a San Marino, ed i suoi colori sociali sono il bianco e l'azzurro. Il nome della società deriva invece dalle tre guglie del Monte Titano.

## Storia
Nel 1959 uno dei due fondatori Giorgio Pancotti, con altre persone, si diede da fare presso la FIGC e ottenne il riconoscimento della squadra nella federazione italiana; la società appena nata prese quindi il nome di Società Libertas/Tre Penne.
Nel 1966 arrivò un secondo posto dal Torneo dei Dilettanti dei Piccoli Stati, svoltosi a Breganzona, in Svizzera. I biancazzurri, dopo aver inanellato varie vittorie, si ritrovarono in finale con l'Austria; anche se persero la finale, quei giocatori entrarono nella storia del calcio sammarinese.
Nella stagione 2011-2012 ha vinto per la prima volta il campionato: decisiva la rete di Matteo Valli nella finale contro la Libertas di Borgo Maggiore. Come campione di San Marino, il club ha partecipato al primo turno preliminare della Champions League 2012-2013, perso per 7-0 in trasferta e 0-4 in casa dai lussemburghesi dell'F91 Dudelange.
Il 9 luglio 2013, nel ritorno del primo turno preliminare di Champions League 2013-2014, la società sammarinese ottiene una vittoria per 1-0 in casa contro la squadra armena dello Shirak: tale risultato passa alla storia come la prima vittoria di un club di San Marino in una competizione UEFA per club. La squadra partecipa alla prima edizione della UEFA Conference League, ma perde al primo turno con uno 0-7 totale, contro il Dinamo Batumi.

## Palmarès

### Competizioni nazionali
- Campionato sammarinese: 5

2011-2012, 2012-2013, 2015-2016, 2018-2019, 2022-2023
- Coppa Titano: 6

1967, 1970, 1982, 1983, 2000, 2016-2017
- Supercoppa di San Marino: 4

2005, 2013, 2016, 2017

### Altri piazzamenti
- Campionato Sammarinese

Secondo posto: 2009-2010, 2010-2011, 2016-2017
Terzo posto: 2020-2021
- Coppa Titano

Finalista: 2009-2010, 2017-2018, 2022-2023
Semifinalista: 2015-2016, 2018-2019, 2019-2020, 2020-2021, 2023-2024, 2024-2025
- Supercoppa Sammarinese/Trofeo Federale

Finalista: 2000, 2010, 2012, 2018, 2023
Semifinalista: 2006, 2011

## Statistiche e record

### Partecipazioni ai tornei internazionali
| Categoria                     | Partecipazioni | Debutto   | Ultima stagione |
| ----------------------------- | -------------- | --------- | --------------- |
| UEFA Champions League         | 4              | 2012-2013 | 2019-2020       |
| UEFA Europa League            | 6              | 2010-2011 | 2020-2021       |
| UEFA Europa Conference League | 2              | 2021-2022 | 2022-2023       |

### Statistiche nelle competizioni UEFA
Tabella aggiornata alla fine della stagione 2024-2025.
| Competizione                  | Partecipazioni | G  | V | N | P  | RF | RS |
| ----------------------------- | -------------- | -- | - | - | -- | -- | -- |
| UEFA Champions League         | 5              | 8  | 1 | 0 | 7  | 3  | 27 |
| UEFA Europa League            | 6              | 10 | 0 | 0 | 10 | 5  | 42 |
| UEFA Europa Conference League | 4              | 8  | 0 | 1 | 7  | 1  | 28 |

## Organico

### Rosa
Aggiornata al 15 giugno 2021
| N. |                       | Ruolo | Calciatore              |
| -- | --------------------- | ----- | ----------------------- |
| 3  | Italia (bandiera)     | D     | Nicolas Poggi           |
| 4  | Italia (bandiera)     | D     | Roberto Rosini          |
| 5  | Italia (bandiera)     | C     | Luca Righini            |
| 6  | Italia (bandiera)     | C     | Tommaso Cattaneo        |
| 8  | Italia (bandiera)     | C     | Nicola Gai              |
| 9  | Italia (bandiera)     | A     | Riccardo Pieri          |
| 10 | Italia (bandiera)     | A     | Lorenzo Dormi           |
| 11 | San Marino (bandiera) | A     | Luca Ceccaroli          |
| 13 | Italia (bandiera)     | P     | Alessandro Dalla Libera |
| 18 | Italia (bandiera)     | C     | Riccardo Santini        |
| 17 | Madagascar (bandiera) | P     | Alessandro Coppola      |

| N. |                       | Ruolo | Calciatore          |
| -- | --------------------- | ----- | ------------------- |
| 21 | Italia (bandiera)     | C     | Kevin Marigliano    |
| 22 | Italia (bandiera)     | P     | Alfredo Chierighini |
| 23 | San Marino (bandiera) | D     | Pietro Calzolari    |
| 25 | San Marino (bandiera) | C     | Nicola Chiaruzzi    |
| 26 | Italia (bandiera)     | P     | Mattia Migani       |
| 33 | Italia (bandiera)     | P     | Mauro Lanzoni       |
| 57 | San Marino (bandiera) | C     | Giacomo Zafferani   |
| 80 | San Marino (bandiera) | D     | Mirko Palazzi       |
| —  | San Marino (bandiera) | D     | Davide Cesarini     |
|    | Brasile (bandiera)    | D     | Maicon              |